# Miss Marple al Bertram Hotel
Miss Marple al Bertram Hotel è un romanzo poliziesco scritto da Agatha Christie e pubblicato per la prima volta in Inghilterra dal Collins Crime Club il 15 novembre 1965 e in America da Dodd, Mead and Company l'anno seguente. Il personaggio principale è la detective Miss Marple. In Italia è stato stampato per la prima volta dalla Arnoldo Mondadori Editore nella collana Il Giallo Mondadori con il numero 935.
Il libro è stato tradotto in trenta lingue.

## Trama
Quando Jane Marple parte dalla campagna per una vacanza a Londra, trova quello che stava cercando al Bertram's Hotel: un hotel londinese restaurato in Pond Street con decorazioni tradizionali e servizio impeccabile in perfetto stile edoardiano.  Ma l'occhio acuto di Miss Marple nota ben presto piccole discrepanze, come per esempio il fatto che una sua vecchia amica scambi regolarmente alcuni ospiti dell'hotel per suoi conoscenti, o come facciano i proprietari a ricavare un profitto dall'albergo malgrado le enormi spese per il personale necessario a fornire un livello di servizio ormai anacronistico. Questo punto solleva anche la curiosità di Scotland Yard, che incarica l'esperto ispettore Davy di indagare. L'ispettore e Miss Marple notano ben presto un'inconfondibile atmosfera di pericolo che circonda l'edificio, che ha possibili collegamenti con una serie di audaci rapine compiute a Londra e in altre città.

## Personaggi
- Jane Marple
- Mr Humfries - il direttore del Bertram Hotel
- Miss Gorringe - la segretaria di Mr Humfries
- Rose Sheldon - una cameriera del Bertram Hotel
- Lady Selina Hazy
- Elvira Blake - ereditiera diciassettenne
- Lady Bess Sedgwick - la madre di Elvira
- Colonnello Derek Luscombe - il tutore di Elvira
- Michael "Micky" Gorman - usciere al Bertram's Hotel
- Robert e Wilhelm Hoffman - i proprietari del Bertram Hotel
- Vice-ispettore Fred "Father" Davy
- Ispettore Campbell
- Sergente Wadell
- Canonico Pennyfather
- Mrs McCrae - inserviente del canonico Pennyfather
- Arcidiacono Simmons - amico e ospite del canonico Pennyfather
- Ladislaus Malinowski - giovane corridore automobilistico

## Adattamenti
- Miss Marple al Bertram Hotel (At Bertram's Hotel), 1987, episodio di Mary McMurray con Joan Hickson, Caroline Blakiston, Joan Greenwood e George Baker.[2]
- Miss Marple al Bertram Hotel (At Bertram's Hotel), 2007, episodio di Dan Zeff con Geraldine McEwan, Polly Walker, Francesca Annis e Vincent Regan.[3]

## Cronologia delle edizioni
- 15 novembre 1965, Collins Crime Club (Londra), Hardback, 256 pp
- 1966, Dodd Mead and Company (New York), Hardback, 272 pp

## Edizioni in italiano
- Agatha Christie, Miss Marple al Bertram Hotel, Il Giallo Mondadori, Milano 1967
- Agatha Christie, Miss Marple al Bertram hotel, traduzione di Maria Mammana Gilson, A Mondadori, Milano 1967
- Agatha Christie, Miss Marple: le ricette del delitto: Miss Marple nei Caraibi, Miss Marple al Bertram Hotel, Miss Marple: Nemesi, a cura di Marco Polillo, A. Mondadori, Milano 1981
- Agatha Christie, Miss Marple: le ricette del delitto: Miss Marple nei Caraibi, Miss Marple al Bertram Hotel, Miss Marple: Nemesi, a cura di Marco Polillo, Club, Bergamo 1982; Edizione Club del libro, Milano 1982; Euroclub, Bergamo 1982
- Agatha Christie, Miss Marple nei Caraibi; Miss Marple al Bertram Hotel, CDE, Milano 1992
- Agatha Christie, Miss Marple al Bertram Hotel, traduzione di Maria Mammana Gislon, Hachette fascicoli, Milano ©2002
- Agatha Christie, Miss Marple nei Caraibi; Miss Marple al Bertram Hotel, Mondolibri, Milano 2003
- Agatha Christie, Miss Marple al Bertram Hotel, traduzione di Maria Mammana Gislon, RBA, Milano 2008
- Agatha Christie, Miss Marple al Bertram Hotel, legge: Miriana Trevisson, Centro Internazionale del Libro Parlato, Feltre 2011
- Agatha Christie, Miss Marple al Bertram Hotel, traduzione di Maria Mammana Gislon, Corriere della Sera : RCS Quotidiani, Milano 2011